# Norantea aurantiaca
Norantea aurantiaca là một loài thực vật có hoa trong họ Marcgraviaceae. Loài này được Spruce ex Gilg & Werderm. mô tả khoa học đầu tiên năm 1898.